# Bryonycta opulenta
Bryonycta opulenta là một loài bướm đêm trong họ Noctuidae.